# Castel del Monte (comune)
Castel del Monte è un comune italiano di 369 abitanti della provincia dell'Aquila in Abruzzo. Il territorio comunale è incluso nella Comunità montana Campo Imperatore-Piana di Navelli e fa parte del Parco nazionale del Gran Sasso e Monti della Laga. È considerato un'importante meta turistica e fa parte del circuito dei borghi più belli d'Italia.

## Geografia fisica

### Territorio

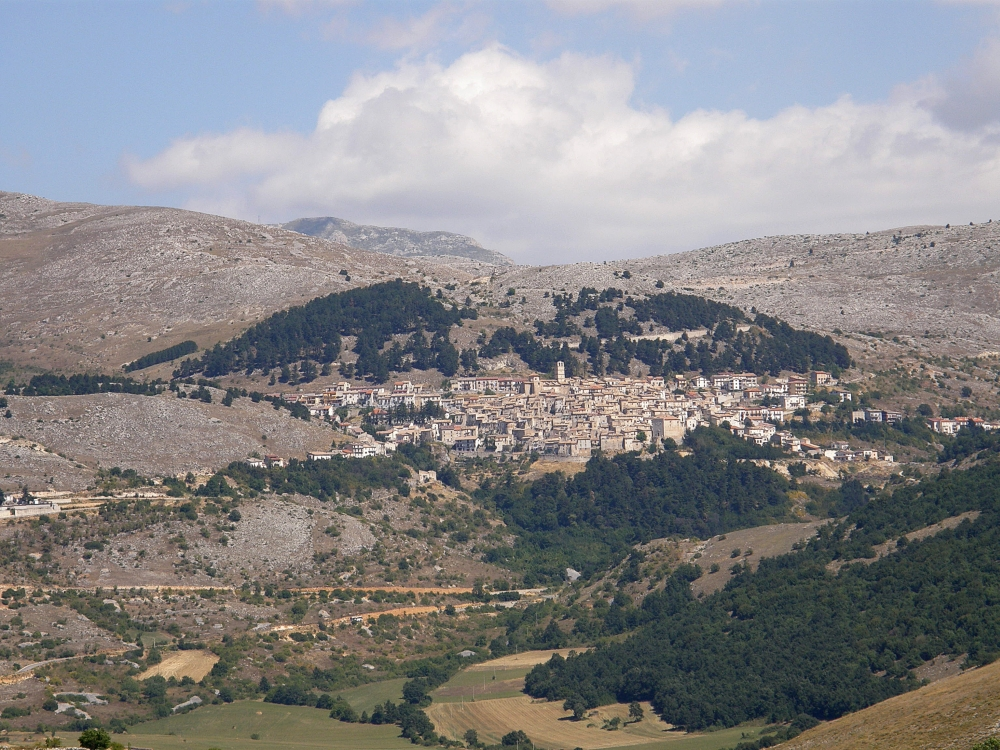
Vista del paese

Il borgo è situato nell'entroterra abruzzese, nella parte meridionale del massiccio del Gran Sasso, in posizione panoramica sulla valle del Tirino. L'edificato, particolarmente compatto, si sviluppa ad un'altitudine superiore ai 1346 m s.l.m. lungo le pendici meridionali del monte Bolza (1927 m s.l.m.), con il territorio che si allunga fino alla parte meridionale di Campo Imperatore (Fonte Vetica) raggiungendo monte Camicia (punto più elevato del comune nonché principale punto di partenza per l'ascensione nel versante ovest). Al di sotto del paese in direzione Calascio a quota 1200 m circa si apre una piccola piana irregolare (Piana di San Marco), fonte di sostentamento agricolo del paese in epoche passate.

### Accessibilità
È raggiungibile dalla strada statale 17 svoltando in prossimità di Barisciano o, in alternativa, di San Pio delle Camere, oppure da Ofena-Capestrano. Da nord è inoltre possibile arrivare al paese attraversando Campo Imperatore e superando il valico di Capo di Serre oppure da Vado di Sole (passando poi per Capo di Serre) provenendo da Castelli o Farindola. Transita qui un tratto della grande Ippovia del Gran Sasso.

## Storia

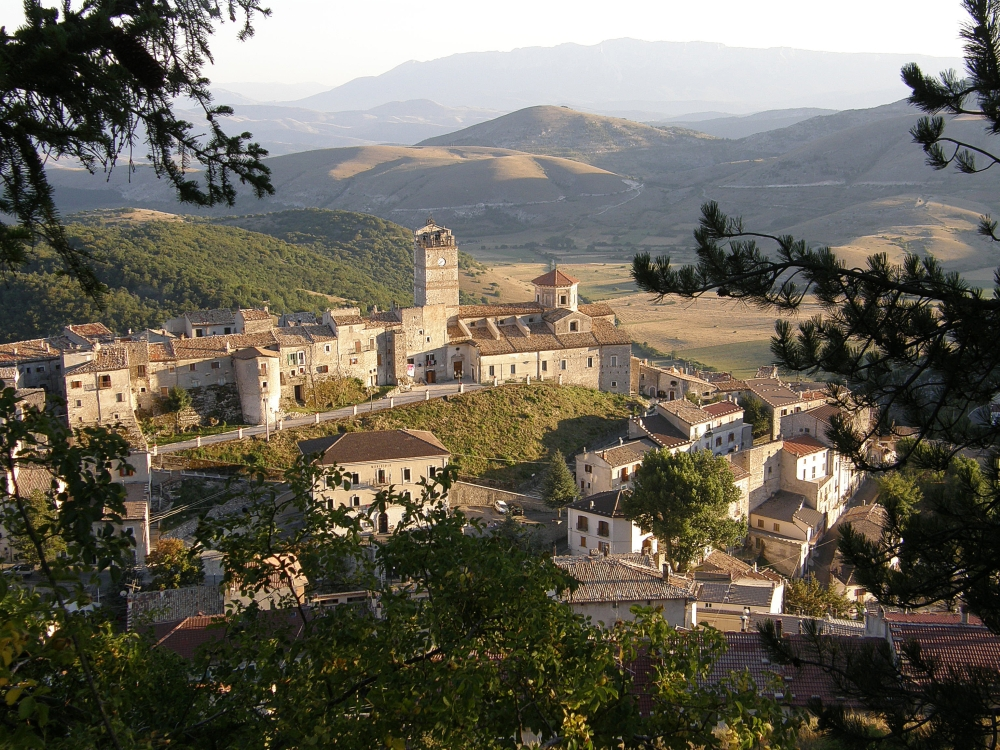
Il nucleo storico di Castel del Monte visto dal Monte Bolza

Le testimonianze più antiche attestanti la presenza di un primitivo insediamento di origine vestina si trovano sul Colle della Battaglia, a sud dell'abitato, dove sono ancora ben visibili le tracce di tre fossati circolari e concentrici e di altrettante cerchia di mura che proteggevano un villaggio di cui sono stati rintracciati i resti di una grande porta d'accesso ed una piccola pusterla. Distrutto nel 324 a.c. durante la conquista ad opera del Console Bruto Decio Sceva che sottomise i vestini, come riporta Tito Livio nell'VIII libro sulla storia di Roma, venne costruito un nuovo abitato nella sottostante piana di S. Marco dove ancor oggi si scorgono i resti di un piccolo villaggio altomedievale e di una vetusta chiesa dedicata a S. Marco, ricca di epigrafi romane e di elementi architettonici romani e medievali, sede di una badia fino al 1619. Del pagus romano non si conosce il vero nome, ma gli storiografi del paese, a partire dal XIX secolo lo indicano con il nome di "Città delle Tre Corone", chiaro il riferimento ai tre fossati circolari e concentrici presenti sul colle della Battaglia.
Durante l'invasione longobarda, come molti abitati pianeggianti delle zone limitrofe, anche la "Città delle Tre Corone" venne abbandonata, o forse fu distrutta (non si hanno notizie precise in merito), in ogni caso gli abitanti decisero di incastellarsi edificando, su un impervio colle a nord dell'antico insediamento una rocca o borgo fortificato che dir si voglia denominata Ricetto ovvero ricettacolo di genti fuggiasche, che è la parte più antica di Castel del Monte. Alcuni degli antichi abitanti della "Città delle Tre Corone" non vollero lasciare la piana di San Marco e fondarono, nei pressi della chiesa il villaggio di Marcianisci, dove tuttavia ebbero una vita alquanto grama e che abbandonarono comunque dopo qualche secolo.
Politicamente, nell'alto medioevo Castel del Monte, come altri territori circostanti, fu soggetto ai monaci volturnensi, che facevano capo alla grande abbazia benedettina di San Pietro ad Oratorium, nella piana di Capestrano, passò quindi ai conti di Celano, agli Acquaviva di Atri, ai Piccolomini di Siena, per un brevissimo periodo ad Alessandro Sforza di Santa Fiora, ad Ottavio Cattaneo dal 1569 ed infine, nel 1579, ai Medici di Toscana. Il paese il cui nome compare per la prima volta in una bolla pontificia di papa Onorio III del 1223 con il nome di Castellum de Monte  fece parte dunque del marchesato (principato dal 1584) di Capestrano insieme a Ofena, Villa Santa Lucia, Carrufo e Randino che seguiva le vicende, sotto lo stesso signore, della baronia di Carapelle, che comprendeva oltre a Carapelle Calvisio anche Castelvecchio Calvisio, Calascio e S. Stefano di Sessanio. Questi borghi costituivano lo "Stato di Capestrano" e ivi aveva sede il governatore, nel castello Piccolomini.
Castel del Monte seguì quindi le vicende dello "Stato di Capestrano"  fino a quando, nel 1743, con la morte di Anna Maria Luisa de' Medici la dinastia si estinse ed il principato di Capestrano ritornò come stato allodiale, unitamente alla baronia di Carapelle, a Carlo III di Borbone. Subito dopo l'unità d'Italia, molti boschi che circondano il paese furono rifugio di bande di briganti che tuttavia tra il 1861 ed il 1865 vennero debellate. Nonostante il relativo benessere raggiunto tra il XVI ed il XVIII secolo, grazie soprattutto alla produzione della lana, dopo l'unità d'Italia Castel del Monte, i cui abitanti erano ancora quasi tutti dediti alla pastorizia transumante ed il patrimonio ovino collettivo del paese superasse i 50.000 capi, si venne a trovare per alcuni decenni in uno stato di isolamento e di arretratezza, superato solo tra gli ultimi anni dell'Ottocento ed i primi del novecento, anche grazie all'opera del sindaco Maurizio Sulli che riuscì in pochi anni a far realizzare molte infrastrutture (come si dice oggi) di primaria importanza, che contribuirono a ridare al paese slancio e vitalità.
Dopo la seconda guerra mondiale però, con la crisi della pastorizia causata dal crollo della produzione della lana italiana, sostituita da lane straniere, più competitive sul mercato, o da fibre sintetiche, una massiccia ondata di emigrazione, soprattutto verso la Francia ed il Belgio prima, e le grandi realtà industriali del nord Italia poi, ha visto il paese perdere quasi i nove decimi della sua popolazione, fenomeno questo purtroppo comune a tutti i comuni limitrofi ed a quasi tutte le realtà della montagna aquilana.

### Simboli
Lo stemma è stato concesso con il decreto del Presidente della Repubblica del 20 giugno 1986.
(Descrizione araldica dello stemma)
(Descrizione araldica del gonfalone)
 Lo stemma del Comune corrisponde all'antica arme della "Universitas Castrum Montis" la cui più antica rappresentazione ad oggi rintracciata risale al 1435 e si trova sull'altare di S. Sebastiano all'interno della chiesa Matrice.

## Monumenti e luoghi d'interesse

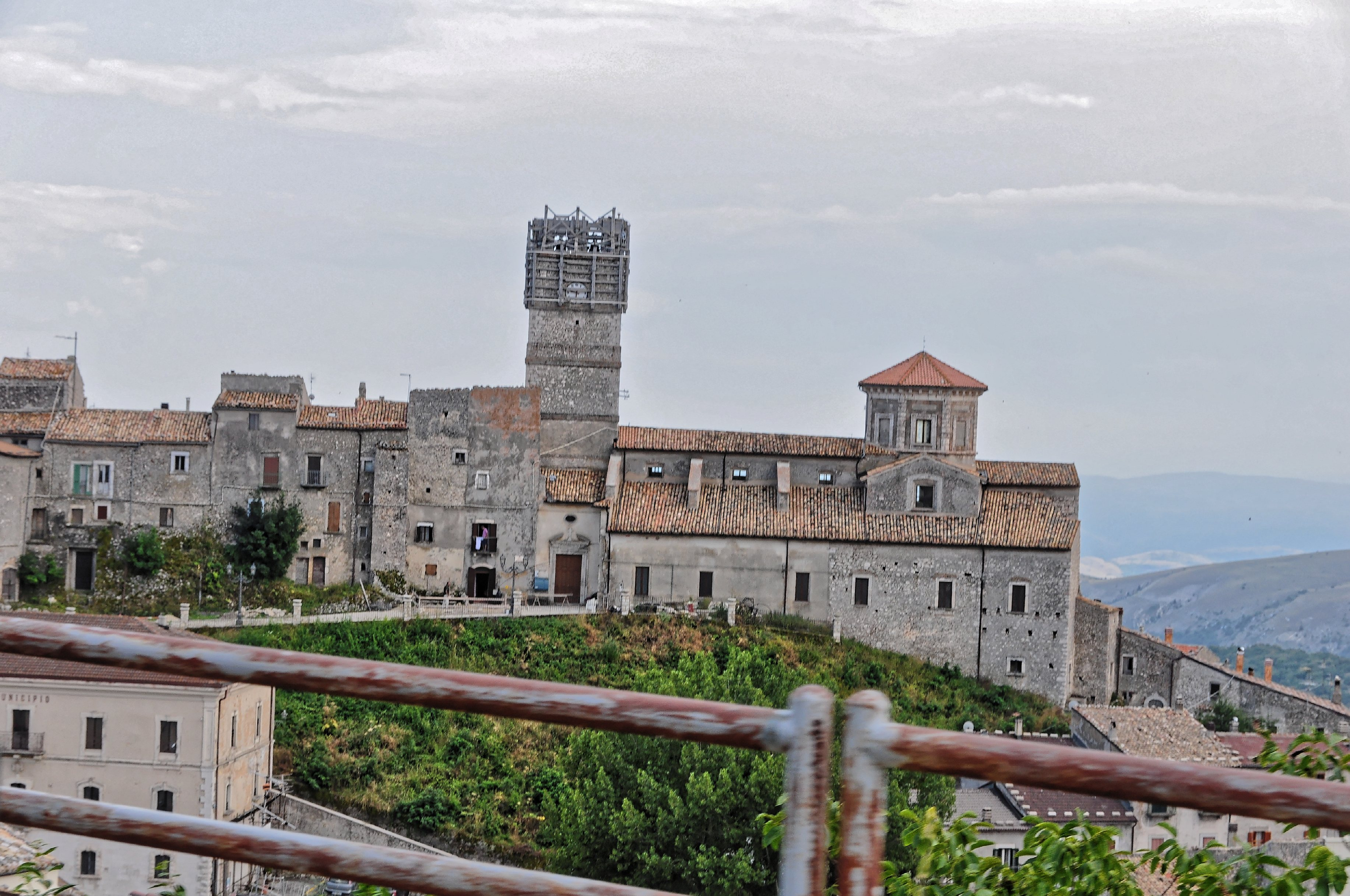
Particolare del centro storico: la chiesa parrocchiale di San Marco

Il paese è caratterizzato da un nucleo compatto d'origine altomedievale e da una parte più moderna, posta a nord del nucleo storico, e databile al XIX e XX secolo. L'architettura residenziale è dominata dalla tipologia di casa-torre, con struttura simile ad una torre in muratura, a base molto piccola e notevole sviluppo in altezza (cinque o sei piani). I principali monumenti di Castel del Monte sono:

### Architetture religiose
- Chiesa di Santa Caterina d'Alessandria: chiesa del XVIII secolo, situata all'interno del centro storico è stata sede della Confraternita della S.S. Annunziata di Picciano, fondata nel 1791 e operante fino al 1965. La chiesa,  di modeste dimensioni, si presenta a due navate, una centrale, ed una laterale aggiunta agli inizi dell'Ottocento. All'interno conserva un organo a canne ed un pregevole coro in noce massiccia dove si riuniva la confraternita. Interessante anche il dipinto collocato dietro l'altare che raffigura la santa titolare della chiesa. All'esterno della chiesa si può ammirare una meridiana recentemente restaurata[7].
- Chiesa di San Marco Evangelista: È la chiesa Matrice, la più antica e la più importante del paese sede della parrocchia, è situata nella parte alta in prossimità della rocca del Ricetto (di cui era probabilmente una cappella)[7]. Fino al XVIII secolo era intitolata a S. Nicola di Bari, anche se dal 1620 era unita all'antica badia campestre di S. Marco tanto che un tempo al parroco spettava il titolo di Abate-Parroco. Il primo nucleo risale al XI-XII secolo, tuttavia secondo l'Antinori il primo significativo ampliamento si ebbe attorno al 1298 per iniziativa di Francesca Troisia, moglie di Corrado d'Acquaviva che possedeva la "Terra di Castel del Monte" e che per ragioni di sicurezza vi fece risiedere, per un certo periodo la moglie ed il figlioletto Francesco. L'assetto attuale risale al XIV-XV secolo, si presenta con una suddivisione in tre navate e sormontata da una cupola ottagonale ben visibile dall'esterno è lunga 39 metri e larga 15. L'interno è particolarmente ricco, vi sono altari in pietra ed altari in stile rinascimentale e barocco e statue, bassorilievi e una fonte battesimale del Cinquecento dove è inciso lo stemma dei Medici che per quasi due secoli ebbero in proprietà la "Terra di Castel del Monte". Notevole il pulpito ligneo scolpito e decorato ad oro zecchino con puttini e fogliami, e l'organo a canne anche questo in oro zecchino, oggi tuttavia notevolmente danneggiato. A lato della chiesa sorge un imponente campanile quadrato che fino al XIX secolo ha avuto la duplice funzione di torre campanaria e di torre d'avvistamento.

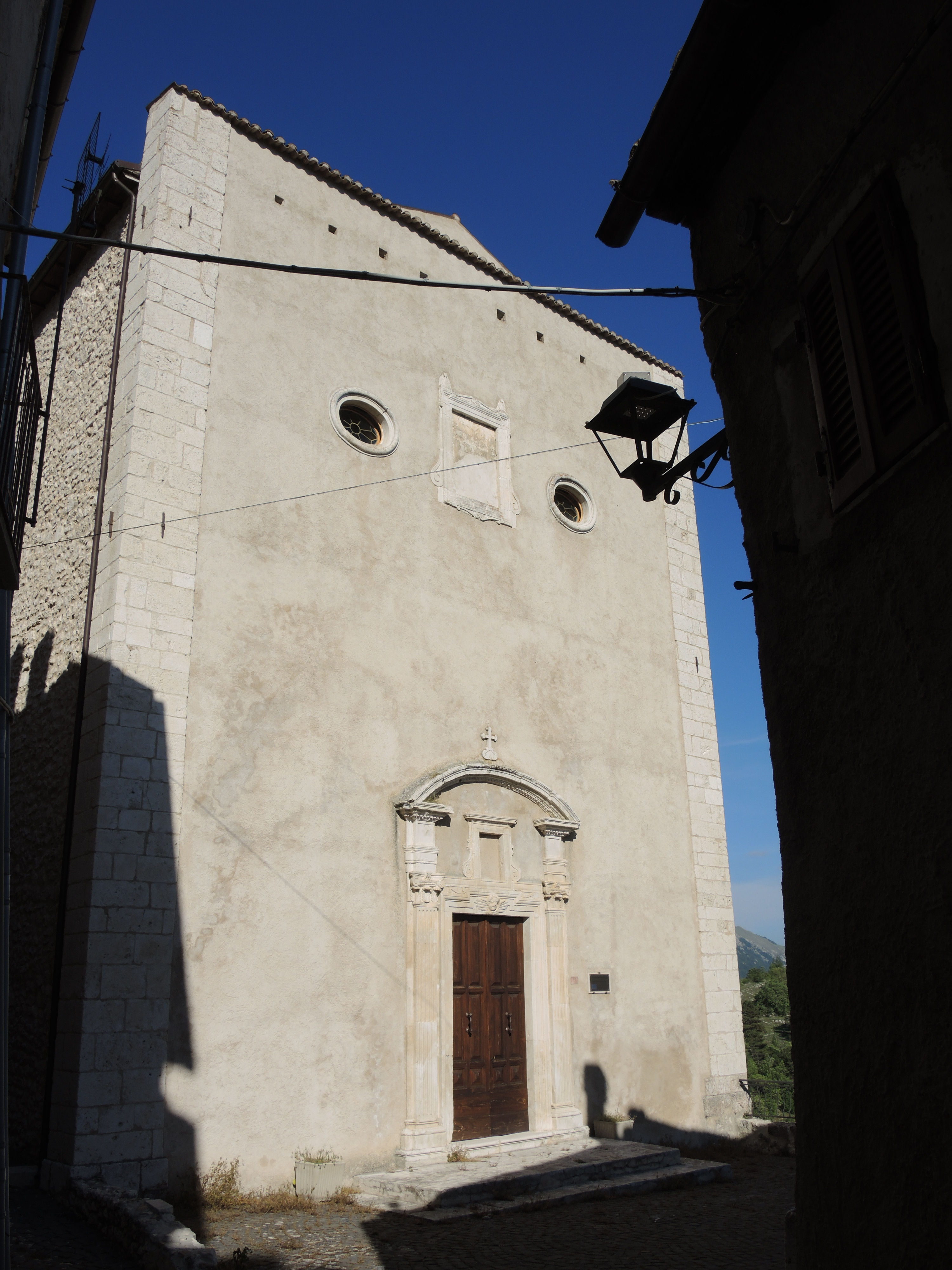
Chiesa della Madonna del Suffragio

- Chiesa di Santa Maria del Suffragio: edificio religioso del XV secolo a navata unica il cui interno, fastosamente barocco, è caratterizzato da un pregevole altare maggiore in legno scolpito e dorato alto 12 metri, largo cinque e profondo tre, sulla cui sommità è collocata una statua " a conocchia" della Madonna che in origine indossava il costume tipico del paese. Notevole anche il maestoso organo a canne collocato di fronte all'altare maggiore, anche questo in legno dorato. Tra gli altari laterali da segnalare quello di S. Giovanni Battista la cui pala, attribuita al fiorentino Bernardino di Lorenzo, fu donata alla chiesa dal principe Francesco Antonio de Medici nel 1585 quando visitò lo "Stato di Capestrano ", che la sua famiglia aveva acquistato dai Piccolomini nel 1579. La chiesa, dal 1685 è sede della Confraternita di "Santa Maria del Suffragio" tuttora attiva, che un tempo riuniva i maggiori armentari del paese. Legata al mondo della pastorizia e della transumanza[7]. la confraternita, l'otto settembre di ogni anno, al calar del sole, organizza ancor oggi la suggestiva processione della Madonna del Suffragio, detta anche Madonna dei Pastori,  che si snoda per le viuzze del centro storico e sotto i caratteristici "sporti". Questa festa anticamente segnava la data di inizio dei preparativi per la partenza delle greggi verso il Tavoliere delle Puglie.

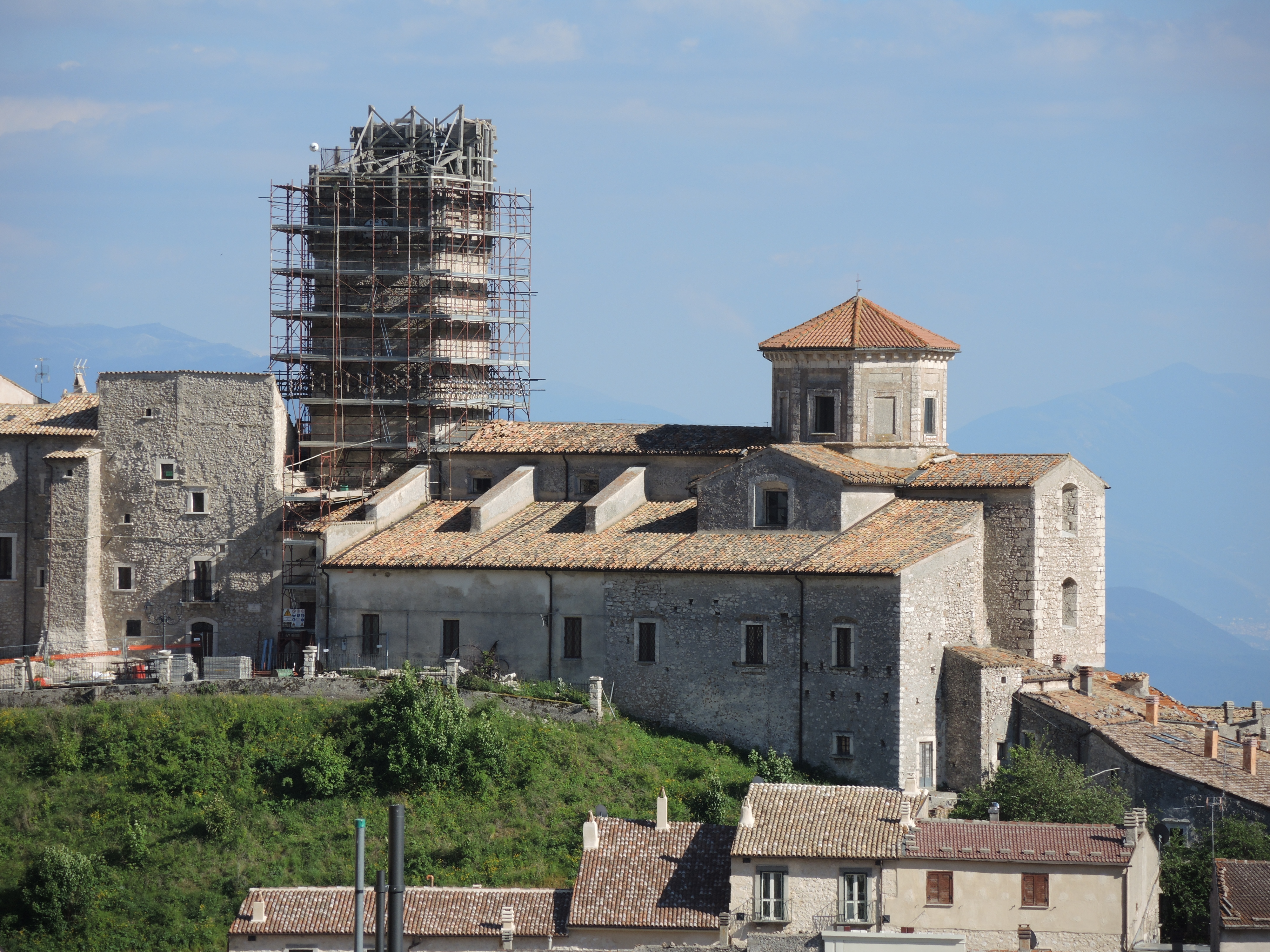
Parrocchia di San Marco
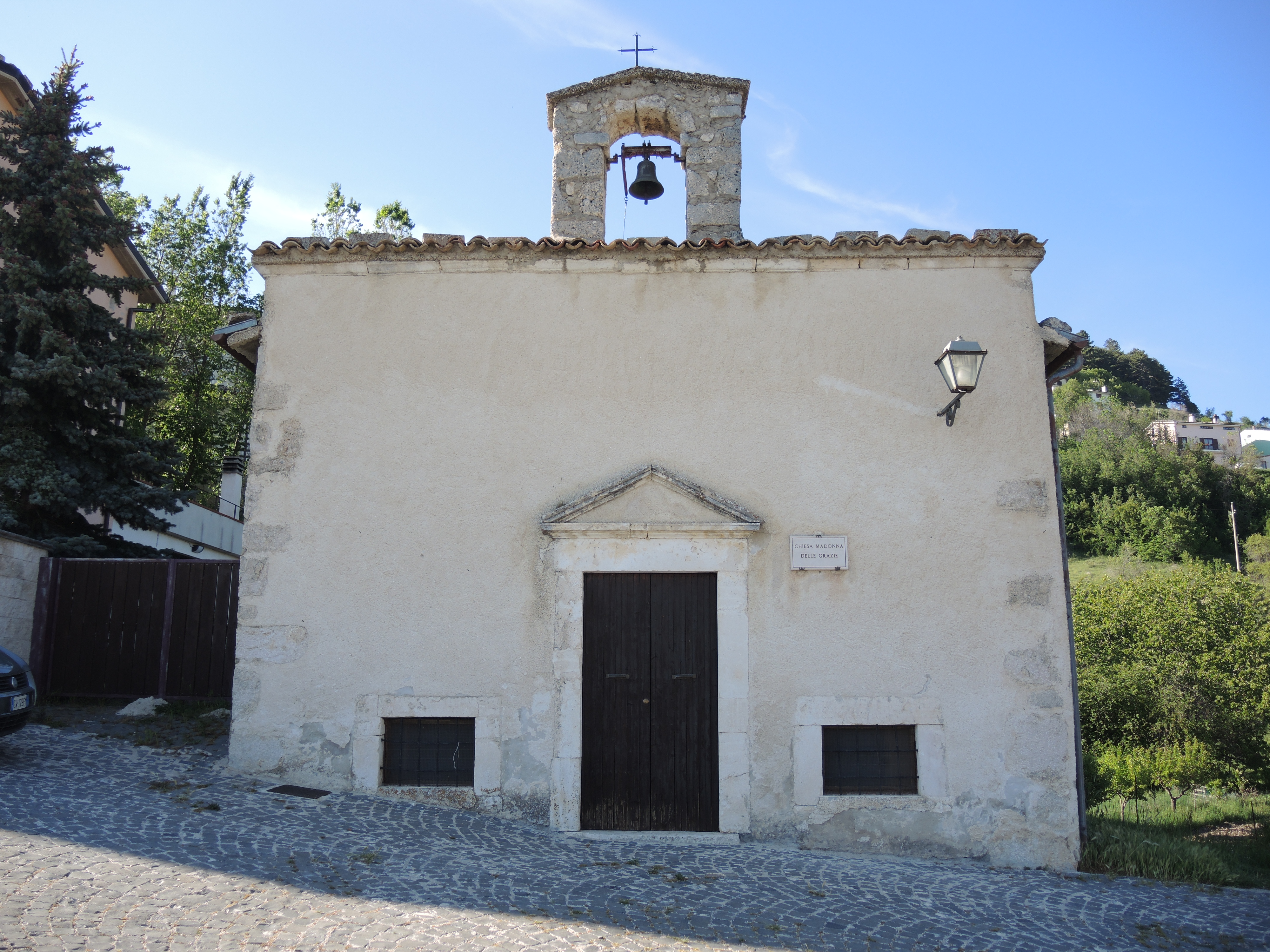
Chiesetta della Madonna delle Grazie
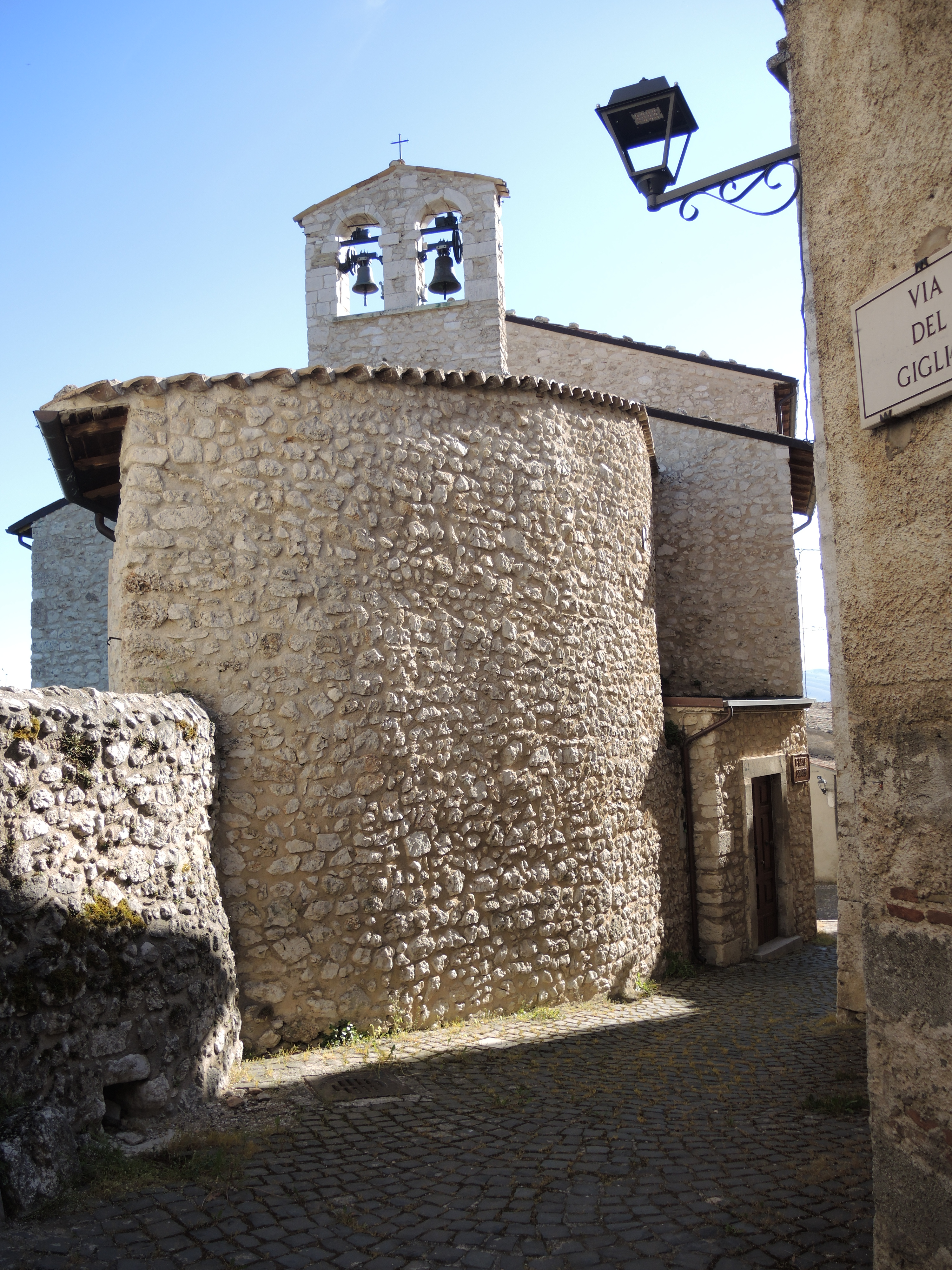
Retro della chiesa del Suffragio
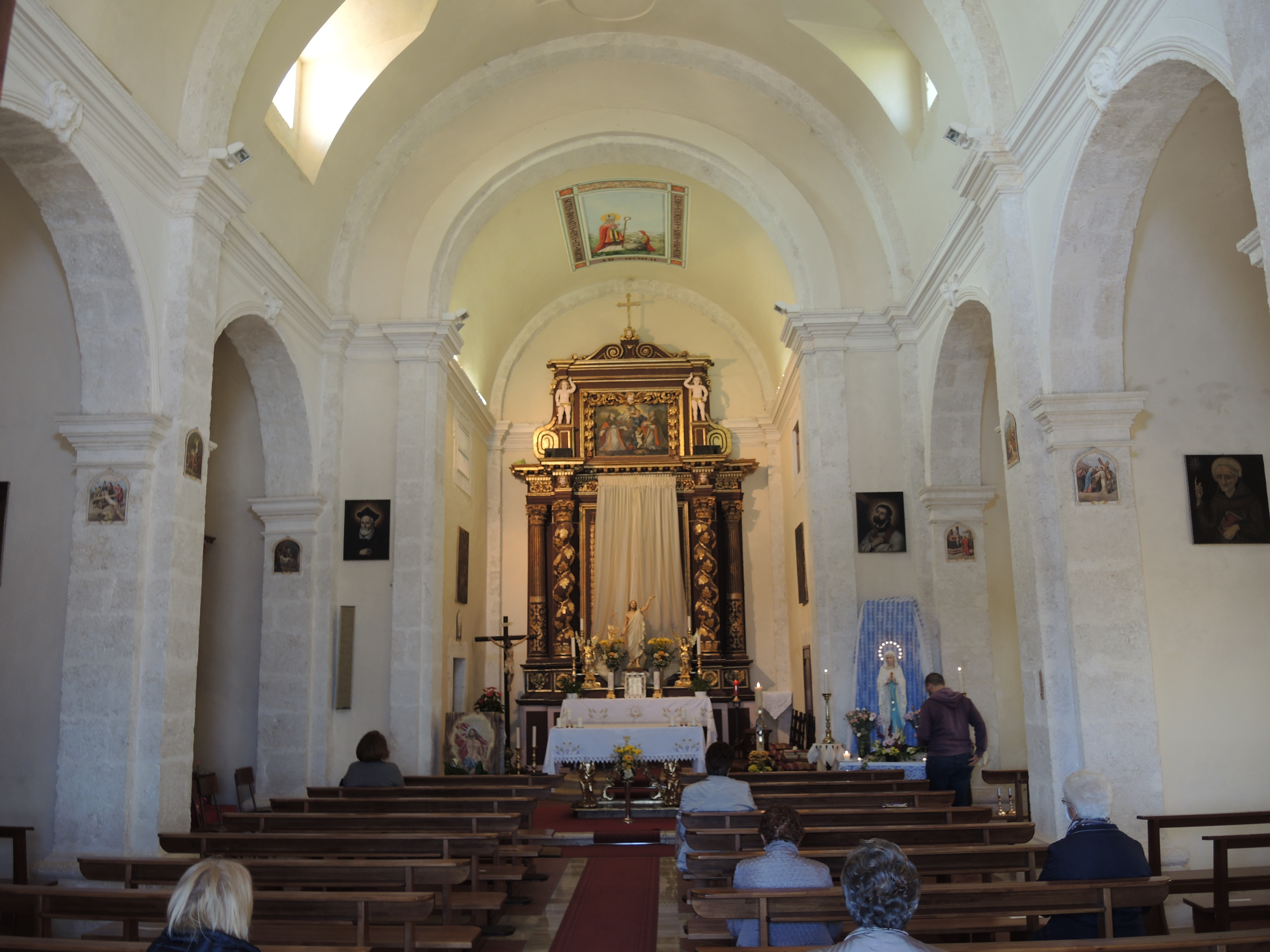
Interno della chiesa di San Donato
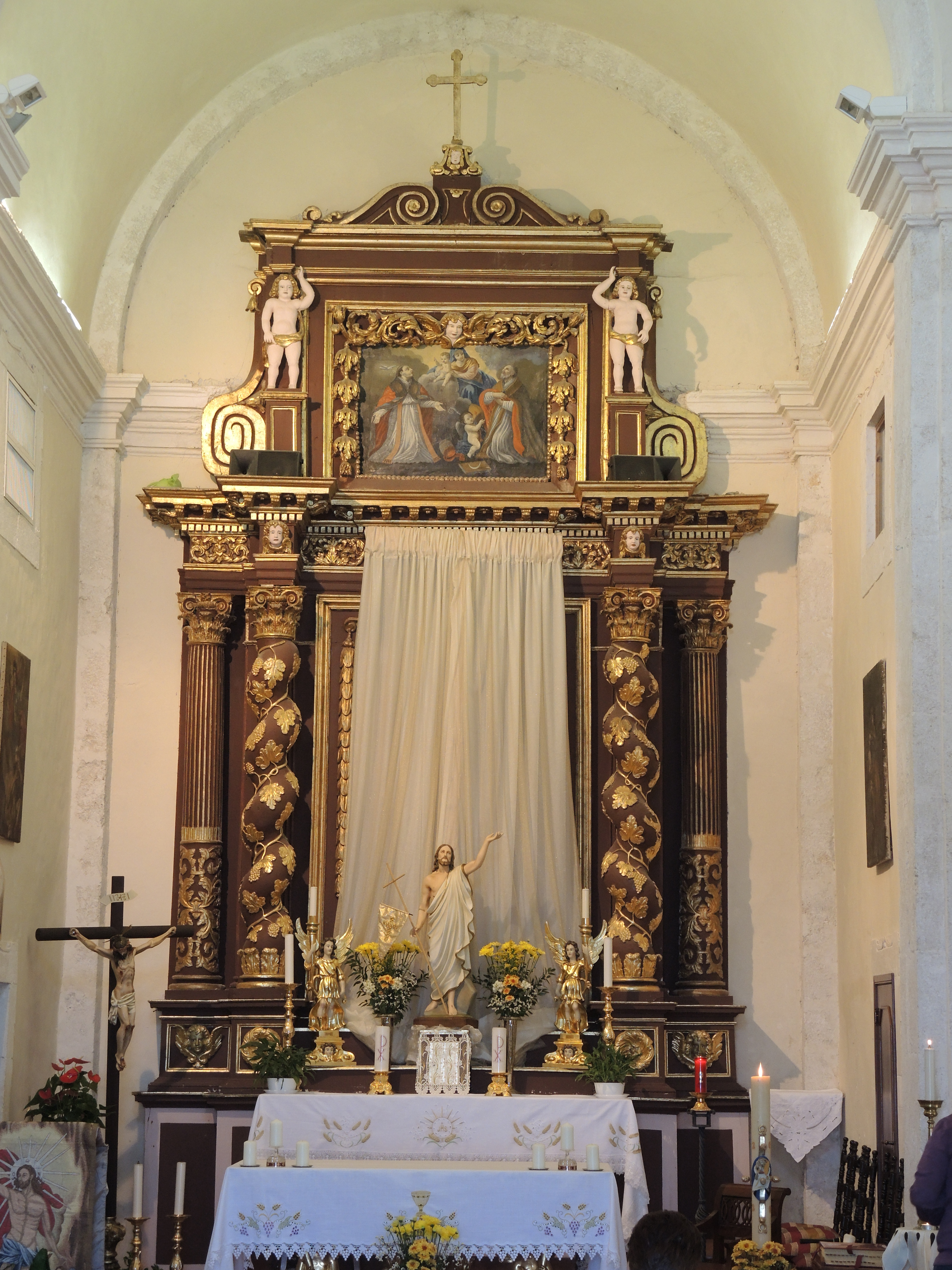
Tabernacolo ligneo di San Donato

### Siti archeologici

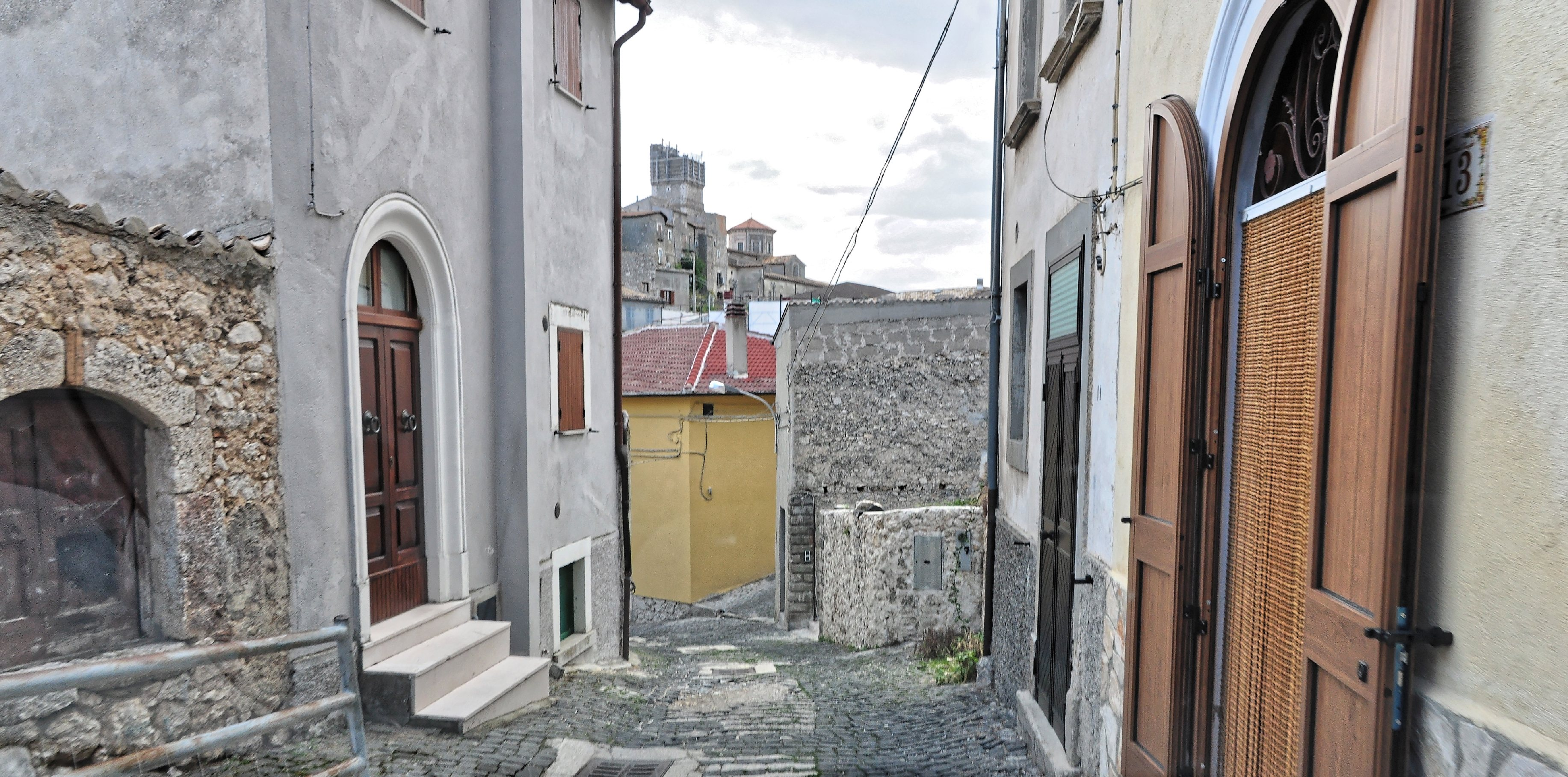
Particolare della parte antica

Nei pressi di Castel del Monte, a sud dell'abitato e in corrispondenza della piana di San Marco, dove sono anche i resti del pagus medievale, gli scavi hanno portato alla luce un'importante e vasta necropoli italica.

## Società

### Evoluzione demografica
Abitanti censiti

## Economia
La sua vicinanza, a nord, con la piana di Campo Imperatore, tramite il valico di Capo di Serre ha favorito la pastorizia che per secoli ha costituito la spina dorsale dell'economia del paese. Castel del Monte è infatti uno dei luoghi simbolo della transumanza e a questa tradizione le Poste Italiane hanno dedicato un francobollo nel 2004.
Oggigiorno la maggiore risorsa economica è il turismo; l'intero comprensorio aquilano del Gran Sasso d'Italia (comprendente anche i vicini paesi di Calascio, Castelvecchio Calvisio e Santo Stefano di Sessanio) è, infatti, considerata una delle principali mete turistiche della provincia per l'autenticità dei borghi e la bellezza dello scenario naturalistico.
Tra le attività economiche più tradizionali, diffuse e rinomate vi sono quelle artigianali, come la tessitura finalizzata alla realizzazione di tappeti, arazzi e coperte caratterizzati da temi geometrici e vegetali. Importante è anche la produzione di mobili rustici.

## Cultura

### Cinema
A partire dagli anni ottanta la creazione all'Aquila dell'Istituto Cinematografico e l'installazione nel capoluogo di un'Abruzzo Film Commission, hanno incentivato l'utilizzo dei borghi del Gran Sasso d'Italia come set cinematografici. Nel film cult Lady Hawke (USA, 1985) con Michelle Pfeiffer e Rutger Hauer, girato prevalentemente nel vicino castello di Rocca Calascio, Castel del Monte appare come il borgo medievale di Aguillon (Aquila nella versione originale). Il paese è visibile anche ne Il nome della rosa (FRA-GER-ITA, 1986) con Sean Connery mentre è la principale location di The American con George Clooney e Violante Placido; in occasione delle riprese del film l'attore americano ha soggiornato per diverso tempo nel paese.

### Musei

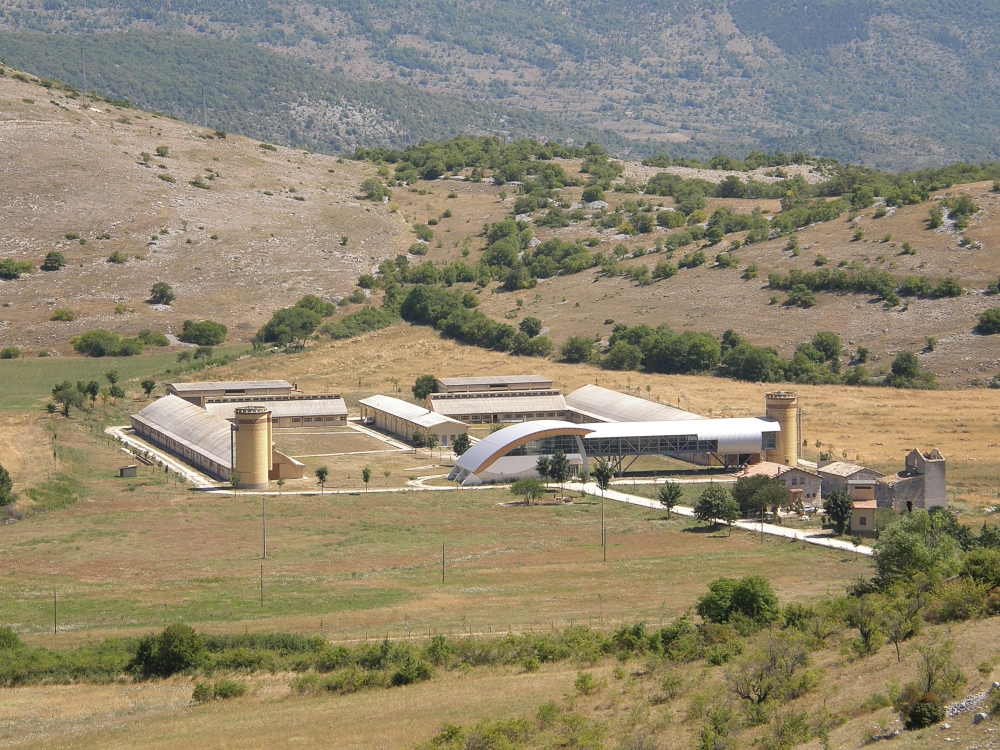
Museo della Pastorizia

A Castel del Monte è inoltre presente un percorso museale dedicato alla storia e alla tradizione del paese. L'itinerario prevede:
- il Museo della Pastorizia, allestito in un fondaco originale e dedicato agli usi e costumi degli allevatori di bestiame oltre che alla transumanza[13].
- il Museo dell'Arte della Lana, dedicato all'artigianato tessile locale[13].
- il Museo della Casa Antica, che ripropone, nell'arredamento e nell'oggettistica, una tipica abitazione castellana[13].
- il Museo del Lavoro nei Campi, in cui sono raccolti tutti gli strumenti utilizzati per la coltivazione della terra[13].
- il Museo del Forno del Ballo, che indaga sull'importanza storica e sociale del forno nel paese[13].

### Eventi
- Rassegna degli ovini (5 agosto): in località Fonte Macina, all'ingresso della piana di Campo Imperatore, si tiene annualmente la rassegna degli ovini, un evento centrale per il mondo della pastorizia abruzzese che consente l'incontro tra allevatori e produttori. In tale ambito, è celebre il Canestrato di Castel del Monte, un formaggio pecorino a pasta dura più volte premiato nelle manifestazioni nazionali, oltre ad essere un presidio Slow Food.
- Festa di San Donato (6-7 agosto): festa patronale.
- La notte delle streghe (17 agosto): l'iniziativa, nata dalla lettura dei testi del pastore-poeta Francesco Giuliani, è il principale evento di Castel del Monte[14]. A partire dal tramonto, si percorre il rito del giro del paese alla ricerca degli spiriti maligni, assistendo in sequenza a diversi spettacoli, teatrali e non. Durante il giorno sono invece presenti mercatini e degustazioni di prodotti tipici. L'evento è curato dal 1996 dall'omonima associazione culturale ed è meta di migliaia di turisti ogni anno[15].
- Processione della Madonna dei Pastori (8 settembre): importante e suggestiva ricorrenza religiosa, ultima festa dell'estate che un tempo segnava l'inizio dei preparativi della partenza delle greggi verso il Tavoliere. La processione all'imbrunire si snoda lungo le viuzze e sotto i caratteristici "sporti" del centro storico.

## Amministrazione
| Periodo           | Periodo           | Primo cittadino   | Partito | Carica  | Note                 |
| ----------------- | ----------------- | ----------------- | --- | ------- | -------------------- |
| 7 luglio 1980     | 14 giugno 2004    | Mario Basile      | Partito Comunista Italiano poi Partito Democratico della Sinistra poi Democratici di Sinistra                        | Sindaco | [ 16 ] [ 17 ]        |
| 14 giugno 2004    | 22 settembre 2020 | Luciano Mucciante | Lista civica (2004-2010) Lista civica Con te per continuare (2010-2015) Lista civica Sviluppo e realismo (2015-2020) | Sindaco | [ 18 ] [ 19 ] [ 20 ] |
| 22 settembre 2020 | in carica         | Matteo Pastorelli | Lista civica Nuova idea CDM                                                                                          | Sindaco |                      |

### Gemellaggi
- Pandino
- Somain